# Joannes Henri François
Joannes Henri François (Dordrecht, 8 luglio 1884 – L'Aia, 7 dicembre 1948) è stato uno scrittore, attivista per i diritti delle persone omosessuali olandese.

## Biografia
Era figlio del direttore dell'azienda del gas e dellacqua di Dordrecht. Dopo un periodo deprimente alla HBS dell'Aia, trovò conforto nel movimento del Vivere Puro, che promuoveva l'astinenza e la purezza in ambito sessuale. All'età di diciannove anni assistette alla conferenza Sofferenza sconosciuta di L.S.A.M. von Römer, dalla quale tornò "come un uomo rinato", poiché si rese finalmente conto di essere omosessuale e che c'erano migliaia di altre presone come lui, in grado di trovare la felicità attraverso l'amore, proprio come chiunque altro.

## Indie orientali olandesi
Poco tempo dopo partì per Semarang nelle Indie orientali olandesi per intraprendere una carriera da funzionario statale. Si affezionò all'Indonesia e anche al suo popolo. Aveva uno sguardo lucido sull'ingiustizia dei rapporti tra i dominatori olandesi, gli Indo e la popolazione indigena. Tornato all'Aia nel 1908, iniziò a scrivere bellettristica. Quasi tutta la sua narrativa, sei romanzi e nove racconti brevi, è permeata di idealismo e del desiderio di una società più giusta. Era un pacifista e vegetariano e lottava per i diritti degli omosessuali e degli Indo.
Nel 1909 conobbe il giovane scrittore M.J.J. Exler, che gli mostrò il manoscritto del suo libro Levensleed, un romanzo che a tratti somiglia a una conferenza sull'omosessualità e che infatti fu pubblicato (nel 1911) con una prefazione del sessuologo e attivista tedesco Magnus Hirschfeld. Egli recensì positivamente Levensleed nella rivista letteraria Den Gulden Winckel e, come conseguenza, fu contattato da Jacob Schorer, che aveva appena fondato la sezione olandese del Wissenschaftlich-humanitäre Komitee di Hirschfeld, la Nederlandsch Wetenschappelijk Humanitair Komitee, la prima organizzazione olandese che si occupasse di omosessualità. Da quel momento fino allo scioglimento del Nederlandsch Wetenschappelijk Humanitair Komitee (NWHK) nel 1940, dovuto all'invasione nazista dei Paesi Bassi, fu il più stretto collaboratore di Schorer. Su richiesta di questultimo recensì anche i Bücher der namenlosen Liebe di Sagitta, pseudonimo del poeta tedesco John Henry Mackay. In seguito acconsentì anche a far usare il proprio nome e indirizzo per ordinare le opere di Sagitta, quando queste furono vietate in Germania.
Negli anni precedenti la prima guerra mondiale si occupò intensamente della nascente lotta per l'indipendenza dell'Indonesia; entrò nel circolo di Tjipto Mangoenkoesoemo e Ernest Douwes Dekker. Le sue opere principali furono pubblicate tra il 1914 e il 1922. Nel 1914 uscì il suo ampio romanzo Waar de gamelan klinkt, in cui vengono contrapposti il mondo della mondana Aia e quello delle Indie orientali olandesi, e viene delineata la figura dell'olandese delle Indie, in bilico tra gli olandesi e il mondo coloniale.

## Lettera aperta
Nel 1916 pubblicò, su richiesta di Schorer, la Open Brief aan hen die anders zijn dan de anderen. Door een hunner (Lettera aperta a coloro che sono diversi dagli altri. Di uno di loro), un'opera pensata per confortare e sostenere soprattutto i giovani omosessuali. La Lettera aperta continuò a circolare, grazie al comitato di Schorer, fino alla fine degli anni trenta. È la primissima espressione olandese di gay pride (prima che il termine esistesse). Il suo primo romanzo con un tema omosessuale fu Anders, pubblicato nel 1918 con lo pseudonimo di Charley van Heezen. Il libro ha un intento didattico e si conclude positivamente, fatto molto insolito per un romanzo a tematica omosessuale dell'epoca. Quattro anni dopo uscì, sempre con lo stesso pseudonimo, Het Masker, anch’esso con un titolo fortemente evocativo per gli omosessuali di quel periodo. Questi due libri, insieme al già citato Levensleed, sono considerati i "romanzi a tesi omosessuale" che contribuirono a delineare l'immagine dell'omosessuale nel periodo prebellico. Ma Het Masker è più di questo: il libro offre una descrizione agghiacciante del clima oppressivo della società olandese e dell'impatto del cosiddetto “scandalo morale dell'Aia” del 1920.
Nel 1921 tornò in Indonesia, dove rimase attivo fino al 1935 presso il Dipartimento dell'Istruzione e del Culto. Nel 1936 fece un viaggio in India, dove parlò con Nehru e Gandhi della possibile indipendenza delle Indie orientali olandesi e di Giava. Nel 1939, ancora in collaborazione con Schorer, scrisse Cosa ci dicono i reati morali nelle Indie olandesi un testo dedicato allo scandalo omosessuale del 1938-1939 nelle Indie orientali olandesi, che coinvolse centinaia di uomini. E il 10 maggio 1940, quando i Paesi Bassi vennero occupati dalla Germania, aiutò Schorer, insieme a Han Stijkel, nella distruzione del vasto archivio del NWHK.
Si sa poco di come trascorse gli anni della guerra; è noto solo che dimostrò coraggio personale salvando delle persone dall'incendio del Kleykamp nel 1944. Nel suo scritto pubblicata nel 1947, 37 jaar Indonesische vrĳheidsbeweging (37 anni di movimento per la libertà dell'Indonesia), spiegò ancora una volta come gli olandesi dovessero attribuire unicamente alla propria politica la violenta lotta per l'indipendenza. Tradusse anche alcune opere, tra cui una biografia di Nehru. Fu inoltre coinvolto nei primissimi sviluppi della nascita di quella che sarebbe poi diventata la Nederlandse Vereniging tot Integratie van Homoseksualiteit COC. Fece parte del gruppo che partecipò alla prima riunione del Circolo di lettura 'Ons Leven'  il 14 gennaio 1940, e collaborò anche alla rivista omosessuale Levensrecht, pubblicata nel 1940 e dal 1946 al 1948.

## Opere
- Een kind van dezen tijd (romanzo, 1912)
- Waar de gamelan klinkt (romanzo, 1914)
- Open brief aan hen die anders zijn dan de anderen (1916)
- Als stuurlooze schepen (romanzo, 1918)
- Anders (con lo pseudonimo di Charley van Heezen, 1918)
- Het Masker (con lo pseudonimo di Charley van Heezen, 1922; in gran parte ristampato, con introduzione di Paul Snijders, in Gay 2004, almanacco per uomini omosessuali. Amsterdam, 2004)
- De dienstweigeringswet, haar toepassing en gevolgen (brochure, 1938)
- Wat de Indonesische zedenmisdrijven ons te zeggen hebben (con lo pseudonimo B.Tj. de Jongh, Amsterdam, 1939)
- Anup Singh: Pandit Nehroe. India's eerste vicepresident (traduzione, 1940)
- 37 jaar Indonesische vrijheidsbeweging (1946)
- Dienstweigering (1946)
- Indonesische kleurschakeeringen (romanzo, 1946)

## Letteratura su François
- Benno J. Stokvis, De Homosexueelen. Lochem, 1939, autobiografia n. 11
- Jan Fontijn, "Levensleed of anders zijn dan anderen". In De Engelbewaarder Winterboek, 1979
- Kees Joosse, "J.H. François. Anders dan anderen". In Maatstaf, anno 33, n. 5 (1985)
- Gerrit Komrij, "J.H. François, pionieren tot het eind". In Averechts. Amsterdam, 1980
- Hans van Weel & Paul Snijders, “Con orgoglio e consapevolezza” in Hans Hafkamp & Maurice van Lieshout (a cura di): Pijlen van naamloze liefde. Amsterdam, 1988
- Paul Snijders, "François, Joannes Henri" in Robert Aldrich e Garry Wotherspoon (a cura di): Who's Who in Gay & Lesbian History. Londra/New York, 2001